# Strikeforce: Destruction
Strikeforce: Destruction foi um evento de artes marciais mistas promovido pelo Strikeforce, ocorrido em 21 de novembro de 2008 no HP Pavilion em San Jose, California. O evento foi transmitido ao vivo e grátis no HDNet.

## Ligações Externas
1. ↑  Pelo Cinturão Meio Pesado do Strikeforce.